# Kellyanne Conway
Kellyanne Elizabeth Conway rođ. Fitzpatrick (Camden, New Jersey, 20. siječnja 1967.) američka je politologinja, pravnica i katolička i pro-life aktivistica. Bila je savjetnica američkoga predsjednika Donalda Trumpa, zajedno sa Steveom Bannonom i Dinom Powell. Članica je Republikanske stanke.

## Životopis
Rođena je 1967. godine u Camdenu. Otac joj je bio irskog podrijetla, a radio je kao vozač kamiona, dok je majka talijanskih korijena radila u banci. Budući da se njezin otac razveo od majke kad je imala tri godine, podigli su je majka, baka i dvije neudane tetke. Pohađala je srednju školu sv. Josipa u Hammontonu, u kojoj je maturirala 1985. godine.
Politologiju je diplomirala i doktoriala na Sveučilišu Trinity u Washingtonu. Kasnije stječe naslov doktora prava pri Pravnoj školi Georgea Washingtona 1992. godine. Nekoliko godina nakon doktorata služila je i kao okružna tužiteljica i pomoćna sutkinja na Saveznom vrhovnom sudu u Washingtonu.